# Tenis la Jocurile Olimpice de vară din 2024

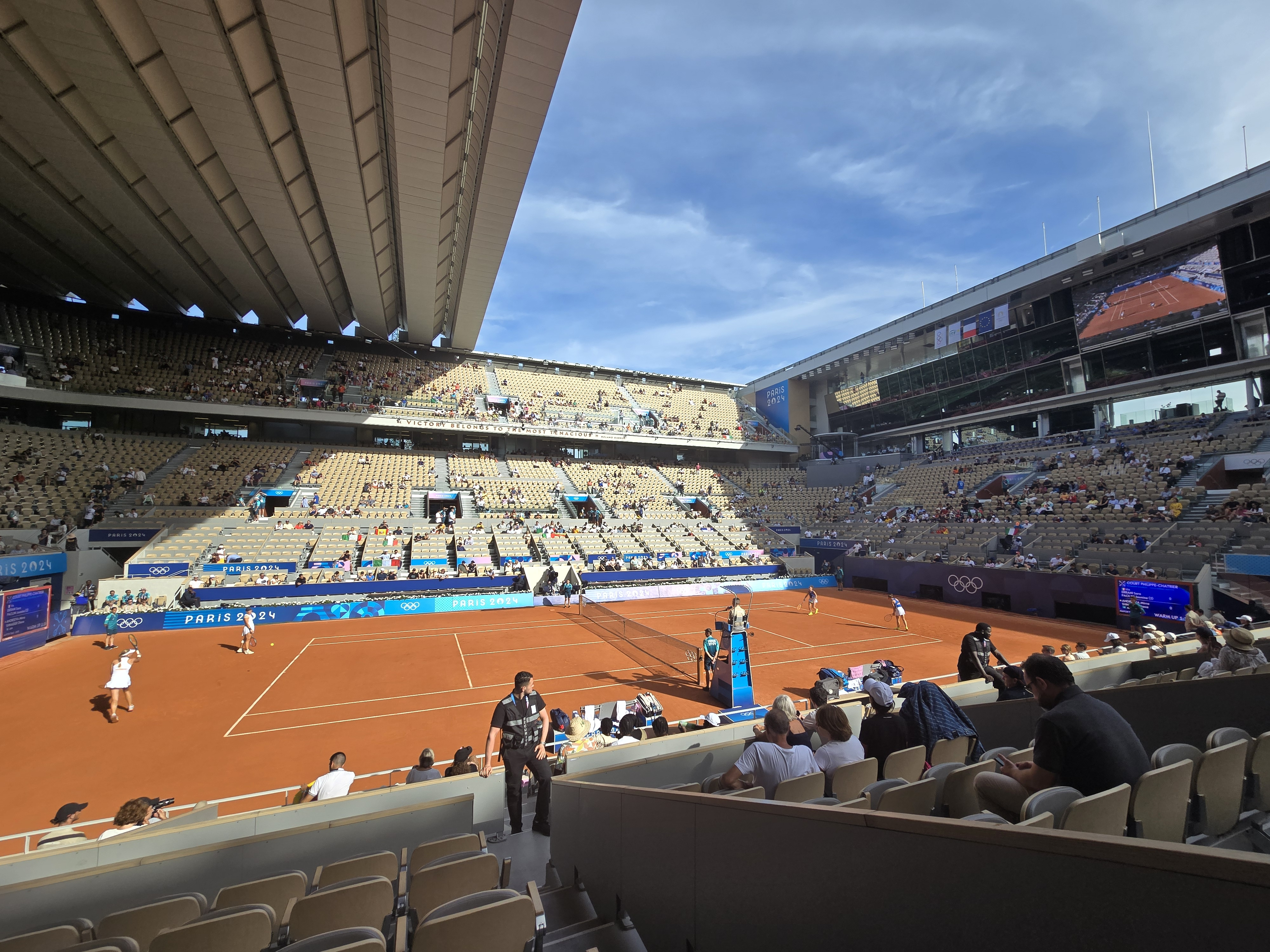
Stade Roland Garros

Probele sportive de tenis de câmp la Jocurile Olimpice de vară din 2024 s-au desfășurat în perioada 27 iulie-4 august 2024 la Stade Roland Garros în Paris. S-au disputat cinci probe sportive: simplu și dublu atât masculin cât și feminin, precum și dublu mixt.

## Medaliați
| Event           | Aur                                       | Argint                                                    | Bronz                                                  |  |  |  |
| Masculin simplu | Novak Djokovic · Serbia (SRB)             | Carlos Alcaraz · Spania (ESP)                             | Lorenzo Musetti · Italia (ITA)                         |  |  |  |
| Masculin dublu  | Australia · Matthew Ebden · John Peers    | Statele Unite ale Americii · Austin Krajicek · Rajeev Ram | Statele Unite ale Americii · Taylor Fritz · Tommy Paul |  |  |  |
|                 |                                           |                                                           |                                                        |  |  |  |
| Feminin simplu  | Zheng Qinwen · China (CHN)                | Donna Vekić · Croația (CRO)                               | Iga Świątek · Polonia (POL)                            |  |  |  |
| Feminin dublu   | Italia · Sara Errani · Jasmine Paolini    | AIN Mirra Andreeva Diana Șnaider                          | Spania · Cristina Bucșa · Sara Sorribes Tormo          |  |  |  |
|                 |                                           |                                                           |                                                        |  |  |  |
| Dublu mixt      | Cehia · Tomáš Macháč · Kateřina Siniaková | China · Zhang Zhizhen · Wang Xinyu                        | Canada · Félix Auger-Aliassime · Gabriela Dabrowski    |  |  |  |

## Clasament pe medalii
| Loc   | Țară          | Aur | Argint | Bronz | Total |
| ----- | ------------- | --- | ------ | ----- | ----- |
| 1     | China         | 1   | 1      | 0     | 2     |
| 2     | Italia        | 1   | 0      | 1     | 2     |
| 3     | Australia     | 1   | 0      | 0     | 1     |
| 3     | Cehia         | 1   | 0      | 0     | 1     |
| 3     | Serbia        | 1   | 0      | 0     | 1     |
| 6     | Spania        | 0   | 1      | 1     | 2     |
| 6     | Statele Unite | 0   | 1      | 1     | 2     |
| 8     | Croația       | 0   | 1      | 0     | 1     |
| 8     | AIN           | 0   | 1      | 0     | 1     |
| 10    | Canada        | 0   | 0      | 1     | 1     |
| 10    | Polonia       | 0   | 0      | 1     | 1     |
| Total | Total         | 5   | 5      | 5     | 15    |